# Liste der Kantone im Département Somme
Das Département Somme liegt in der Region Hauts-de-France in Frankreich. Es untergliedert sich in vier Arrondissements mit 23 Kantonen (französisch cantons).
Siehe auch: Liste der Gemeinden im Département Somme

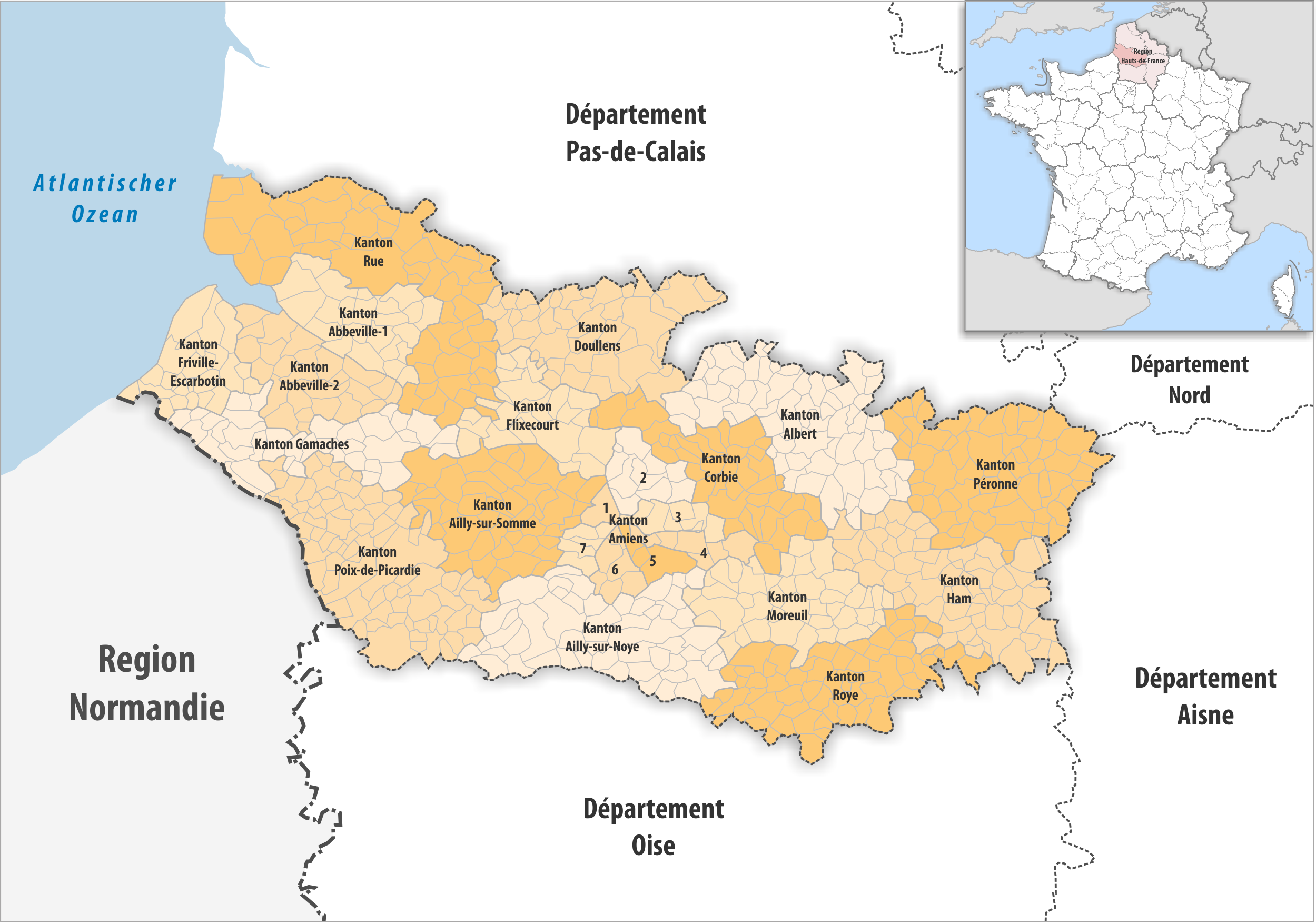
Gemeinden und Kantone im Département Somme

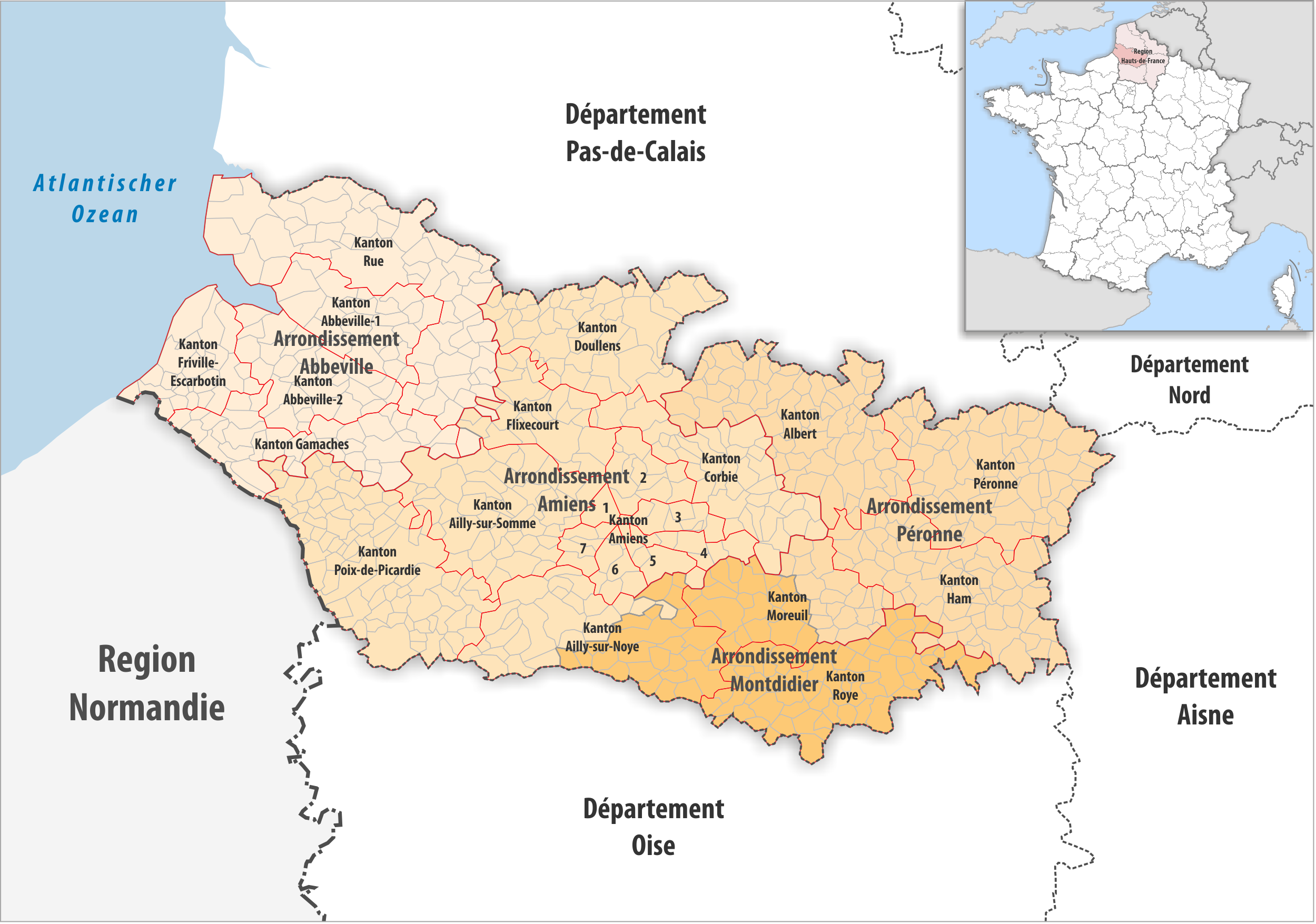
Gemeinden, Arrondissemente und Kantone im Département Somme

| Kanton              | Gemeinden | Einwohner 1. Januar 2022 | Fläche km² | Dichte Einw./km² | Code INSEE | Arrondissement(e)   |
| ------------------- | --------- | ------------------------ | ---------- | ---------------- | ---------- | ------------------- |
| Abbeville-1         | 23 1⁄2    | 23.733                   | 220,67     | 108              | 8001       | Abbeville           |
| Abbeville-2         | 24 1⁄2    | 23.709                   | 232,44     | 102              | 8002       | Abbeville           |
| Ailly-sur-Noye      | 52        | 21.364                   | 451,46     | 47               | 8003       | Amiens, Montdidier  |
| Ailly-sur-Somme     | 44        | 24.032                   | 375,96     | 64               | 8004       | Amiens              |
| Albert              | 65        | 27.909                   | 464,00     | 60               | 8005       | Péronne             |
| Amiens-1            | 1⁄7       | 26.328                   | 19,06      | 1.381            | 8006       | Amiens              |
| Amiens-2            | 10 1⁄7    | 23.069                   | 91,42      | 252              | 8007       | Amiens              |
| Amiens-3            | 7 1⁄7     | 27.794                   | 54,71      | 508              | 8008       | Amiens              |
| Amiens-4            | 6 1⁄7     | 25.297                   | 50,80      | 498              | 8009       | Amiens              |
| Amiens-5            | 2 1⁄7     | 24.602                   | 36,30      | 678              | 8010       | Amiens              |
| Amiens-6            | 5 1⁄7     | 29.152                   | 49,28      | 592              | 8011       | Amiens              |
| Amiens-7            | 4 1⁄7     | 29.176                   | 36,03      | 810              | 8012       | Amiens              |
| Corbie              | 40        | 23.966                   | 297,19     | 81               | 8013       | Amiens              |
| Doullens            | 44        | 19.950                   | 371,79     | 54               | 8014       | Amiens              |
| Flixecourt          | 24        | 20.434                   | 210,57     | 97               | 8015       | Abbeville, Amiens   |
| Friville-Escarbotin | 24        | 25.753                   | 185,84     | 139              | 8016       | Abbeville           |
| Gamaches            | 36        | 22.812                   | 290,50     | 79               | 8017       | Abbeville           |
| Ham                 | 63        | 28.292                   | 424,63     | 67               | 8018       | Péronne             |
| Moreuil             | 41        | 21.338                   | 320,42     | 67               | 8019       | Montdidier, Péronne |
| Péronne             | 60        | 26.454                   | 462,83     | 57               | 8020       | Péronne             |
| Poix-de-Picardie    | 79        | 20.336                   | 523,41     | 39               | 8021       | Amiens              |
| Roye                | 62        | 25.268                   | 380,06     | 66               | 8022       | Montdidier          |
| Rue                 | 54        | 24.772                   | 620,75     | 40               | 8023       | Abbeville           |
| Département Somme   | 771       | 565.540                  | 6.170,12   | 92               | 80         | –                   |

## Ehemalige Kantone
Vor der landesweiten Neuordnung der Kantone im März 2015 teilte sich das Département in 46 Kantone:
| Arrondissement | Kantone |
| -------------- | --- |
| Abbeville      | Abbeville-Nord, Abbeville-Sud, Ailly-le-Haut-Clocher, Ault, Crécy-en-Ponthieu, Friville-Escarbotin, Gamaches, Hallencourt, Moyenneville, Nouvion, Oisemont, Rue, Saint-Valery-sur-Somme |
| Amiens         | Acheux-en-Amiénois, Amiens-1 (Ouest), Amiens-2 (Nord-Ouest), Amiens-3 (Nord-Est), Amiens-4 (Est), Amiens-5 (Sud-Est), Amiens-6 (Sud), Amiens-7 (Sud-Ouest), Amiens-8 (Nord), Bernaville, Boves, Conty, Corbie, Domart-en-Ponthieu, Doullens, Hornoy-le-Bourg, Molliens-Dreuil, Picquigny, Poix-de-Picardie, Villers-Bocage |
| Montdidier     | Ailly-sur-Noye, Montdidier, Moreuil, Rosières-en-Santerre, Roye |
| Péronne        | Albert, Bray-sur-Somme, Chaulnes, Combles, Ham, Nesle, Péronne, Roisel |